# Объездное шоссе

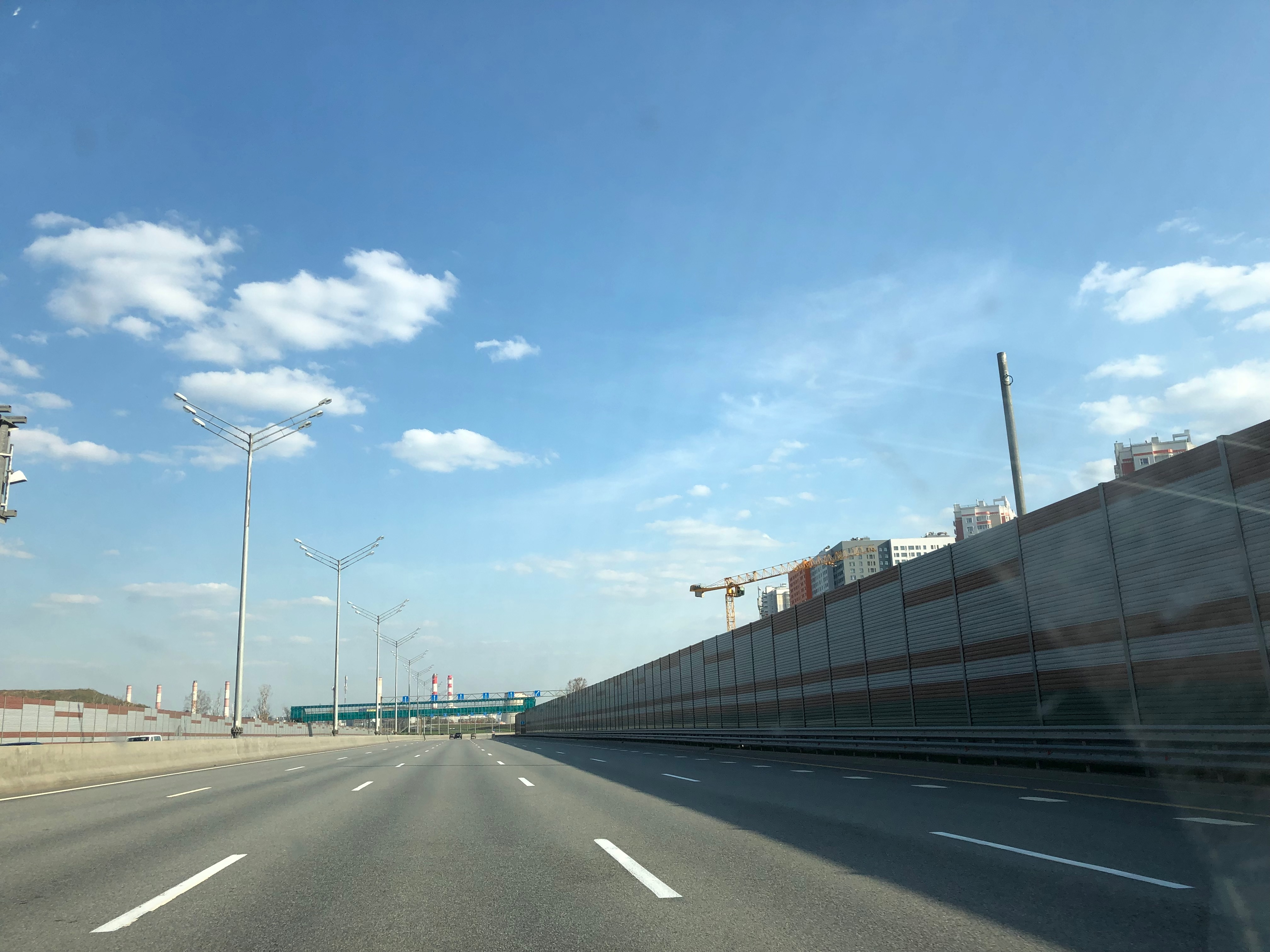
Участок трассы М-11 в Химках, используемый как объездное шоссе к аэропорту Шереметьево

Объездное шоссе, Объездная дорога, Объездная автодорога — автодорога, построенная с целью уменьшения заторов путём объезда загруженных участков дорожно-транспортной сети.
В российском дорожном хозяйстве каждая автодорога имеет идентификационный номер. При этом объездные шоссе зачастую создают параллельные участки с одинаковой километровой отметкой; терминология для таких участков не устоялась: они могут называться «обходами» («обход города Иркутска»), «объездами» («западный объезд Волгограда»), «направлениями» («альтернативное направление автомобильной дороги М-4»), «участками» («участок магистрали М-11»), «кольцами» и «полукольцами» («Санкт-Петербургское южное полукольцо»). Применяется также термин «рокада» («Южная рокада»). В некоторых языках для объездного шоссе имеется специализированный термин: например, англ. bypass, truck route.

## История
Идея объездной дороги (шоссе) не нова[уточнить] и предшествует появлению автомобиля. Например, в Великобритании объездное шоссе вокруг Йорка, англ. Rudgate, было построено древними римлянами, а Нью-роуд вокруг Холборна — в 1750-х годах.
В период Великой Отечественной войны, в июле 1941 года Государственным комитетом обороны Союза ССР было принято решение построить объездную автодорогу в обход Москвы, и она была построена более 10 000 работников Гушосдора с привлечением и местного населения, всего за один месяц, по упрощённому проекту, предполагавшему строительство 28 километров новых дорог и реконструкцию около 100 километров старых. Построенная объездная автодорога разгрузила Москву и автомобильные дороги на подходах к столице Союза ССР. 
На западном берегу реки Иордан сеть объездных шоссе (обычно двухполосных) играет двоякую роль, обеспечивая движение израильских поселенцев без заезда в палестинские населённые пункты и предотвращая движение палестинцев между их поселениями (многие из этих дорог закрыты для палестинцев).